# Олена Вакареску
Олена Вакареску (рум. Elena Văcărescu, фр. Hélène Vacaresco; 21 вересня 1864, Бухарест — 17 лютого 1947, Париж) — румунсько-французька письменниця, поетеса, перекладачка, дипломат. Почесний член Румунської Академії, двічі лауреат Французької Академії (Grand Prix de la Francophonie).

## Життєпис
Олена Вакареску була представницею волоського боярського роду — Вакареску. Онука Аліку Вакареску, поета. Племінниця Янку Вакареску, поета, перекладача, діяча національного і культурного відродження Валахії. Нащадок Єнакіца Вакареску, поета, автора першої румунської граматики.
Молодість провела, в основному, в родовому маєтку недалеко від Тирговіште. З гувернанткою займалася англійською мовою. Вивчала французьку філологію та літературу в Парижі, де зустрічалася з Віктором Гюго. Відвідувала курси з філософії, естетики та історії. Також під керівництвом Сюллі-Прюдома вивчала поезію та віршування.
Її першу книгу, темою якої була російсько-турецька війна (1877—1878), у якій брав участь її батько, було опубліковано в 1886 році.

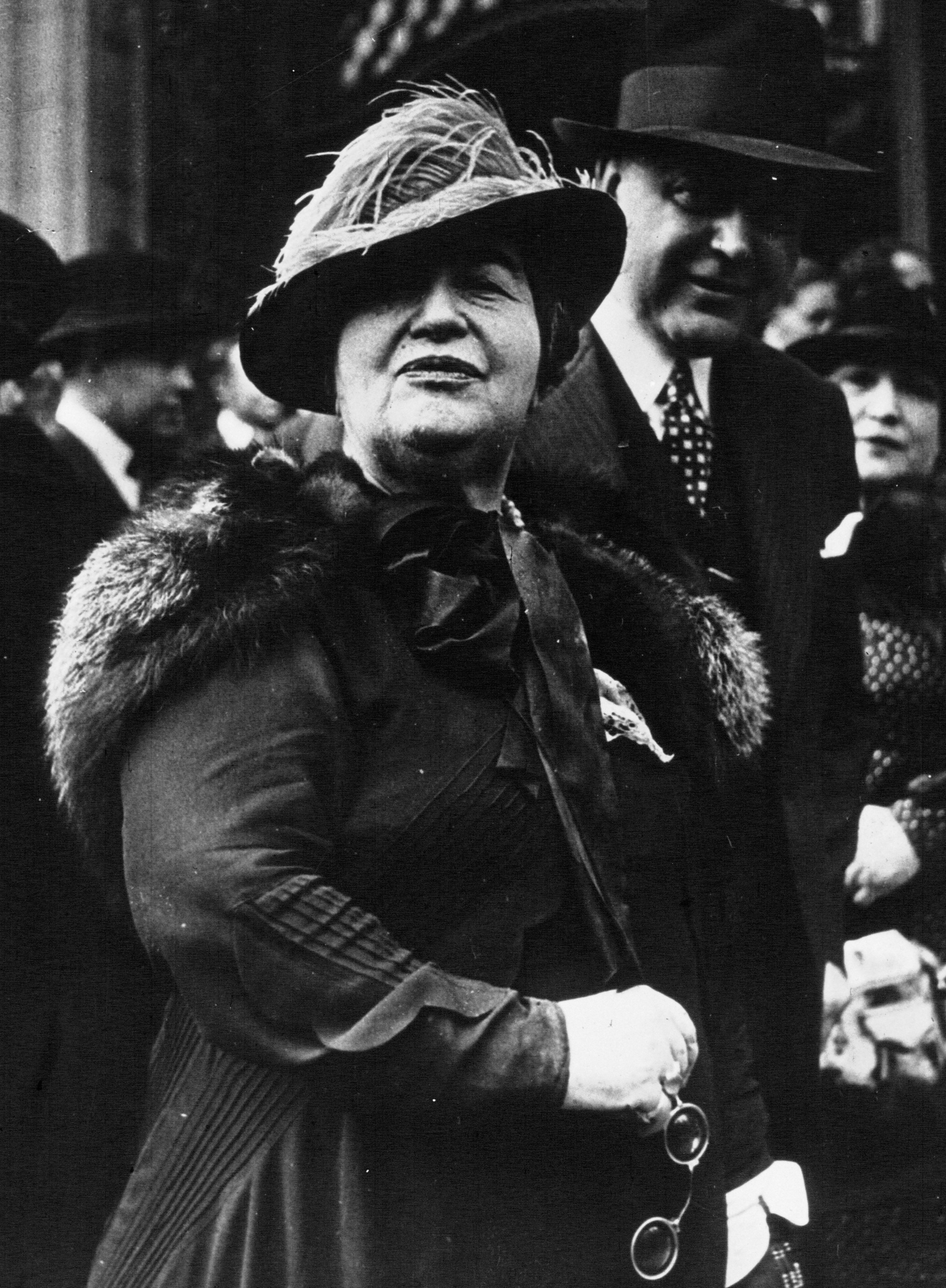
Олена Вакареску під час проведення Ліги Нації в 1936 р.

Життя Олени змінилася після зустрічі в 1888 році з королевою Румунії і письменницею (під псевдонімом Кармен Сільва) Єлизаветою Нойвідською, дружиною короля Кароля I Гогенцоллерн-Зігмарінгена. Королева запросила її до свого палацу. У зв'язку зі смертю єдиної доньки королеви в 1874 році всі свої материнські почуття вона звернула на Олену. У 1889 році через відсутність прямого спадкоємця, король вирішив, що їм стане його племінник Фердинанд, який закохався в Олену і хотів одружитися з нею. Але, згідно з Конституцією Румунії, спадкоємець престолу не міг одружитися з румункою. В результаті скандалу, коли королева, заохочуючи роман, вирішила організувати їх шлюб, вона була відправлена на 2 роки до Нойвіда, а Олена — до Парижа. Фердинанду вирішили підшукати нову наречену і нею стала — Марія Единбурзька.
Олена Вакареску постійно жила в Парижі і, крім літературної діяльності, активно займалася політикою. У 1922—1924 роках вона був заступником делегації Румунії в Лізі Націй, в 1925—1926 роках — постійним представником, а у 1926—1938 роках — знову заступником. Вона була першою жінкою у ранзі посла (постійного представника) в історії Ліги Націй.
У 1925 році Олена Вакареску була обрана членом Румунської Академії. У тому ж році стала двічі лауреатом Grand Prix de la Francophonie Французької академії. Кавалер ордена Почесного легіону.
Займалася перекладами французькою мовою творів румунських поетів, серед яких Міхай Емінеску, Лучіан Блаґа , Октавіан Ґоґа, Джордже Топирчану, Йон Мінулеску та ін.
Незадовго до смерті, Олена Вакареску стала членом румунської делегації на Паризькій мирній конференції 1947 року, очолюваної Ґеорґе Тетереску.
Похована в сімейному склепі Вакареску на кладовищі Беллу в Бухаресті.

## Вибрані твори
Поезія
- Chants d Aurore (1886)
- L âme sereine (1896)
- Lueurs et Flammes (1903)
- Le Jardin passioné (1908)
- La Dormeuse éveillée (1914)

Твори на фольклорні теми
- Le Rhapsode de la Dâmboviţa (1889)
- Nuits d'orient (1907)
- Dans l'or du soir (1927)
- Novels[edit]
- Amor vincit (1908)
- Le Sortilege (1911)

Мемуари
- Memorial sur le mode mineur (1945)
- Le Roman de ma vie

Театральні п'єси
- Stana (1904)
- Pe urma dragostei

## Пам'ять

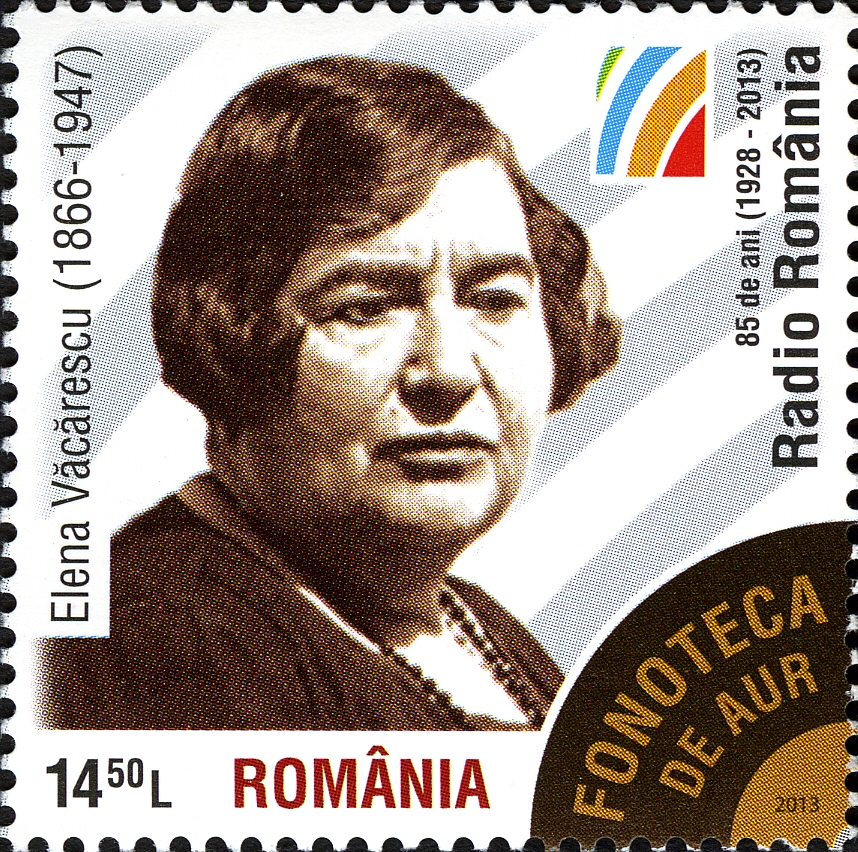
Поштова марка Румунії з зображенням Олени Вакареску

- У 2013 році Пошта Румунії випустила в обіг марку із зображенням Олени Вакареску.
- Національний банк Румунії в серпні 2014 року випустив в обіг монету, присвячену 150-річчю з дня народження відомої румунської письменниці Олени Вакареску.